# Xian de Qingfeng
Le xian de Qingfeng (清丰县 ; pinyin : Qīngfēng Xiàn) est un district administratif de la province du Henan en Chine. Il est placé sous la juridiction de la ville-préfecture de Puyang.

## Démographie
La population du district était de 672 244 habitants en 1999.